# Nuno Henrique Gonçalves Nogueira
Nuno Henrique Gonçalves Nogueira (ur. 19 października 1986 w Fafe) – portugalski piłkarz występujący na pozycji obrońcy w Lusitânia FC. Wychowanek AD Fafe, w trakcie swojej kariery reprezentował także barwy CD Aves, Feirense, Bragi, Académiki, Blackburn Rovers, Arouki, Jagiellonii Białystok, FC Penafiel, Boavisty i Pafos FC.